# Loix

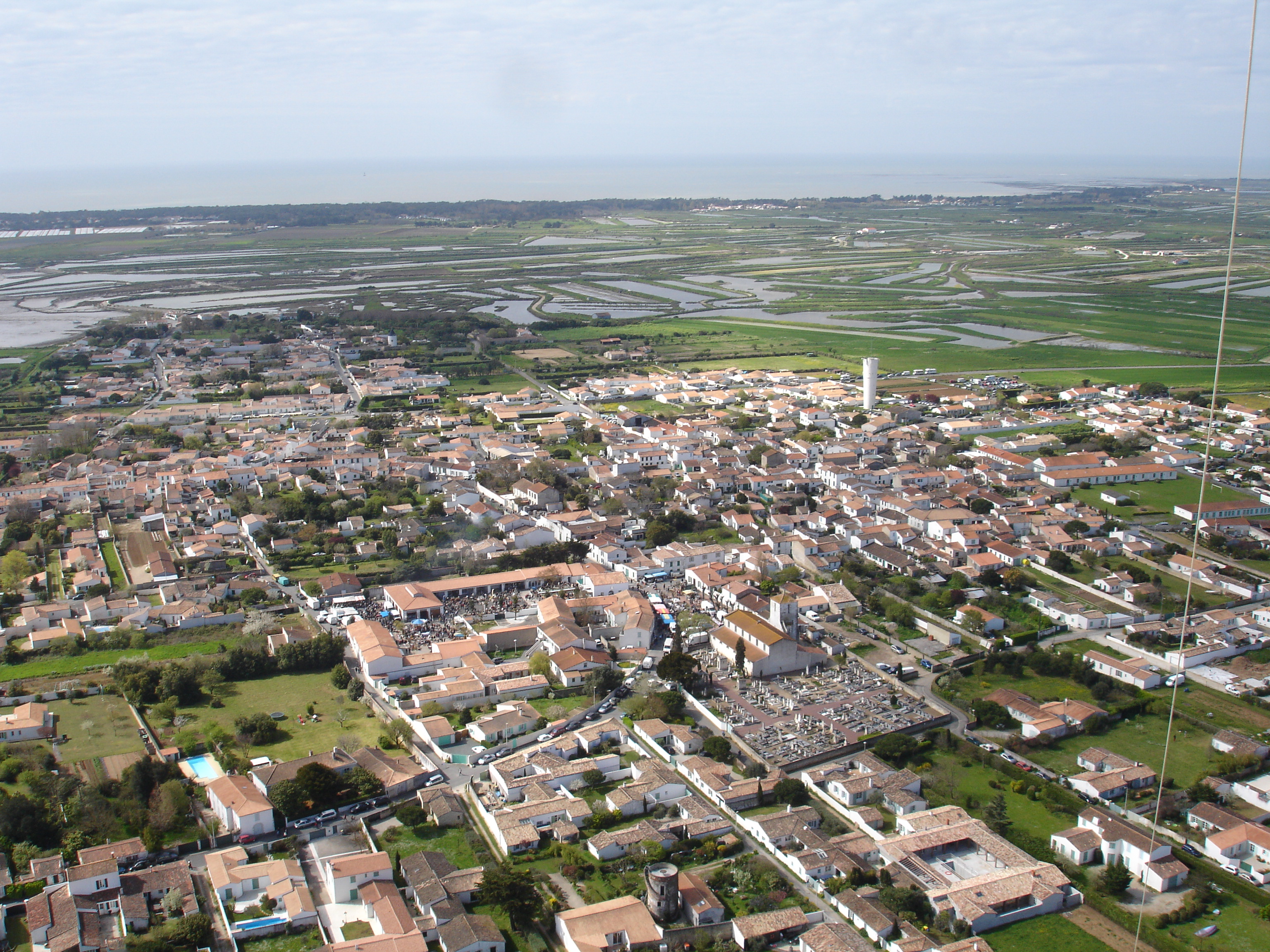
Luchtfoto

Loix is een gemeente in het Franse departement Charente-Maritime (regio Nouvelle-Aquitaine) en telt 619 inwoners (1999). De plaats maakt deel uit van het arrondissement La Rochelle. Het is een van de tien gemeenten op het eiland Île de Ré.

## Geografie
De oppervlakte van Loix bedraagt 6,7 km², de bevolkingsdichtheid is 92,4 inwoners per km². In het westen geeft de gemeente uit op de zoutmoerassen en de beschutte baai van Fier d'Ars. In het oosten ligt ze aan de baai Rade de Saint-Martin.
De onderstaande kaart toont de ligging van Loix met de belangrijkste infrastructuur en aangrenzende gemeenten.

## Demografie
Onderstaande figuur toont het verloop van het inwonertal (bron: INSEE-tellingen).